# Jimingtempel
De Jimingtempel is een boeddhistische tempel in de Chinese stad Nanjing van de provincie Jiangsu. De tempel heeft een grote bekendheid en ligt aan het Xuanwumeer in centraal Nanjing.
Het oorspronkelijke gebouw werd in 557 tijdens de Liang-dynastie gebouwd. Het werd meerde malen vernietigd door rampen. Het huidige gebouw is in de Ming-dynastie gebouwd tijdens de regeerperiode van keizer Hongwu in 1387.